# Cossonay
Cossonay est une commune suisse du canton de Vaud, située dans le district de Morges.

## Géographie

Photo aérienne (1949).

### Situation
Située à une altitude de 570 m pour la vieille ville, sur un plateau surplombant la Venoge, Cossonay est situé à une quinzaine de kilomètres au nord de Lausanne, en Suisse.

### Démographie
Lors du recensement du 31 décembre 2014, Cossonay comptait 3 608 habitants.

### Surnom
Les habitants de la commune sont surnommés les Traîne-Gourdins (ou les Traîne-Maillets) et les Traîneurs-de-Sabre.

### Hydrographie
Le territoire communal est traversé par la Venoge qui marque la frontière avec Penthalaz.

## Toponymie
Ce nom fait partie du grand groupe de noms de lieux datant de l'époque romaine et qui ont été formés à partir d'un nom de personne latin avec le suffixe toponymique celtique -akos/-acum. Dans ce cas particulier, Cossonay signifie « domaine de Cossonus ou Cossinus » et témoigne d'une époque où la population celtique s'est mise à utiliser des noms de personne latins, tout en continuant à parler sa propre langue. Premières mentions : 1096, de Cochoniaco. 1142, de Cossonay.
Les habitants de Cossonay sont surnommés les Traîne-Gourdins (lè Traîna-masse en patois vaudois),.

## Armoiries
Parti d'azur et d'argent. Vu leur simplicité, ces armoiries bleues et blanches semblent plutôt anciennes. Elles auraient été mentionnées dès 1697 selon l'Armorial des communes vaudoises.

## Autorités

### Municipalité
Autorité exécutive, la municipalité est composée de cinq membres. Ces derniers sont élus par le corps électoral tous les cinq ans. La Municipalité (2021-2026) est composée de Valérie Induni (syndique), Florence Texier-Claessens (vice-présidente), Claude Moinat, Joachim Cretegny et Jean-Claude Challet.

### Conseil communal
Autorité avec compétence législative et fonction de surveillance, le conseil communal est constitué de cinquante-cinq membres, également élus tous les cinq ans. Cette autorité siège six fois par année, les séances se déroulent à la Maison de Ville et sont publiques.
Depuis la législature 2016-2021, le conseil communal est constitué de membres élus selon le scrutin proportionnel décidé le 4 septembre 2011 par les électeurs vaudois pour l'ensemble des communes de plus de 3 000 habitants (art. 144 de la Constitution vaudoise). Les forces en présence sont : Ensemble pour l'Ouverture avec 17 sièges, l'Entente de Cossonay avec 32 sièges et le Parti Libéral-Radical (PLR) avec 6 sièges.

## Histoire
Lors de fouilles archéologiques, on a découvert des vestiges d'une villa gallo-romaine, et l'on sait qu'une route romaine passait dans ce secteur.

### Domination des sires de Cossonay
Uldrich (Uldricus de Cochoniaco), seigneur de Cossonay, donne en 1096 l'église du lieu au couvent de Romainmôtier.
Humbert Ier, qui succède à Uldrich, est à la fois seigneur de Cossonay et de Prangins. Il fonde le prieuré de Cossonay. À la même époque est cité le château fort, l'un des plus importants de la région.
Au début du XIIIe siècle, Jean Ier, petit-fils d'Humbert, étend ses terres jusqu'à Bercher. Il devient alors l'un des seigneurs les plus puissants du Pays de Vaud. À sa mort, l’aîné de ses cinq enfants, Humbert II, hérite de Cossonay, tandis que son fils cadet reçoit Prangins.
En 1246, Humbert II donne à Jean, évêque de Lausanne, les terres de Nyon et de Promenthoux.
Jean II, petit-fils d'Humbert II, est sire non seulement de Cossonay, mais aussi de Bercher, de L’Isle et de Surpierre.
Louis II de Cossonay, arrière-petit-fils de Jean II, a plus de trente-cinq vassaux et possède des fiefs dans de nombreux villages (voir Famille de Cossonay).
Jeanne, épouse du chevalier Jean Rougemont et héritière des sires de Cossonay, concède en avril 1398 des franchises aux habitants de Cossonay. En contrepartie, ils doivent entretenir les fossés, les tours et les murs de la ville. Les habitants de Bettens, de Pampigny et de Cottens, villages dépendant alors de Cossonay, ont également à participer aux travaux et aux frais.
La puissante dynastie de Cossonay s’éteint en 1406, à la disparition de Jeanne de Cossonay et de son mari Jean de Rougemont. Le comte d'Amédée VIII de Savoie et Thiébaut de Rougemont, archevêque de Besançon se disputent alors les terres de la seigneurie. L'évêque de Lausanne, Guillaume de Challant, arbitre le litige et adjuge en 1421 ces domaines au comte Amédée de Savoie.

### Domination immédiate de la maison de Savoie
Lorsque Cossonay passe à la maison de Savoie au XVe siècle, la communauté urbaine reçoit encore de nombreux avantages et devient l'une des villes les plus importantes du pays, mais doit contribuer aussi aux frais de guerre du nouveau maître.
En 1475, lors de la guerre de Bourgogne, les Bernois et les Fribourgeois incendient la ville et son château.

### Domination bernoise
En 1536, les Bernois envahissent le pays de Vaud et imposent la Réforme protestante. On détruit alors les autels de l’église et les autorités de la ville reçoivent une part des biens de l'Église. Le prieuré est abandonné, mais les fortifications sont rénovées au milieu du XVIe siècle. En 1560, lorsque Berne se prépare à une guerre contre le duc de Savoie Emmanuel-Philibert, de grandes concentrations militaires ont lieu à Cossonay et à Morges.
En septembre 1565, la peste sévit dans la ville. Les malades sont transportés à la chapelle Notre-Dame, sur le site de l'actuel cimetière.
La seigneurie passe en diverses mains, jusqu’à parvenir en 1693 aux Delessert, une famille qui joue de longue date un rôle important dans cette communauté urbaine. Jean-Jacques Delessert y est nommé gouverneur.
Grâce aux concessions faites par le gouvernement de Berne, les bourgeois de Cossonay peuvent gérer les fiefs de la ville dès 1702.

### XIXesiècle
Après la Révolution vaudoise de 1798, Vaud devient canton suisse. Dès 1803, Cossonay est chef-lieu du district du même nom.
Les foires et les marchés sont importants. La foire de Cossonay se nomme aujourd'hui « l'Expo de Coss ».

### Époque contemporaine
En 1910, Cossonay compte 1 108 habitants pour 255 foyers. Cent ans après, la population a presque triplé ; elle est de 3 315 habitants en 2010.
Dès le 1er janvier 2008, les districts vaudois sont remaniés. Cossonay et plusieurs villages voisins sont rattachés au district de Morges. Le reste du territoire rejoint le district du Gros-de-Vaud.

## Patrimoine bâti

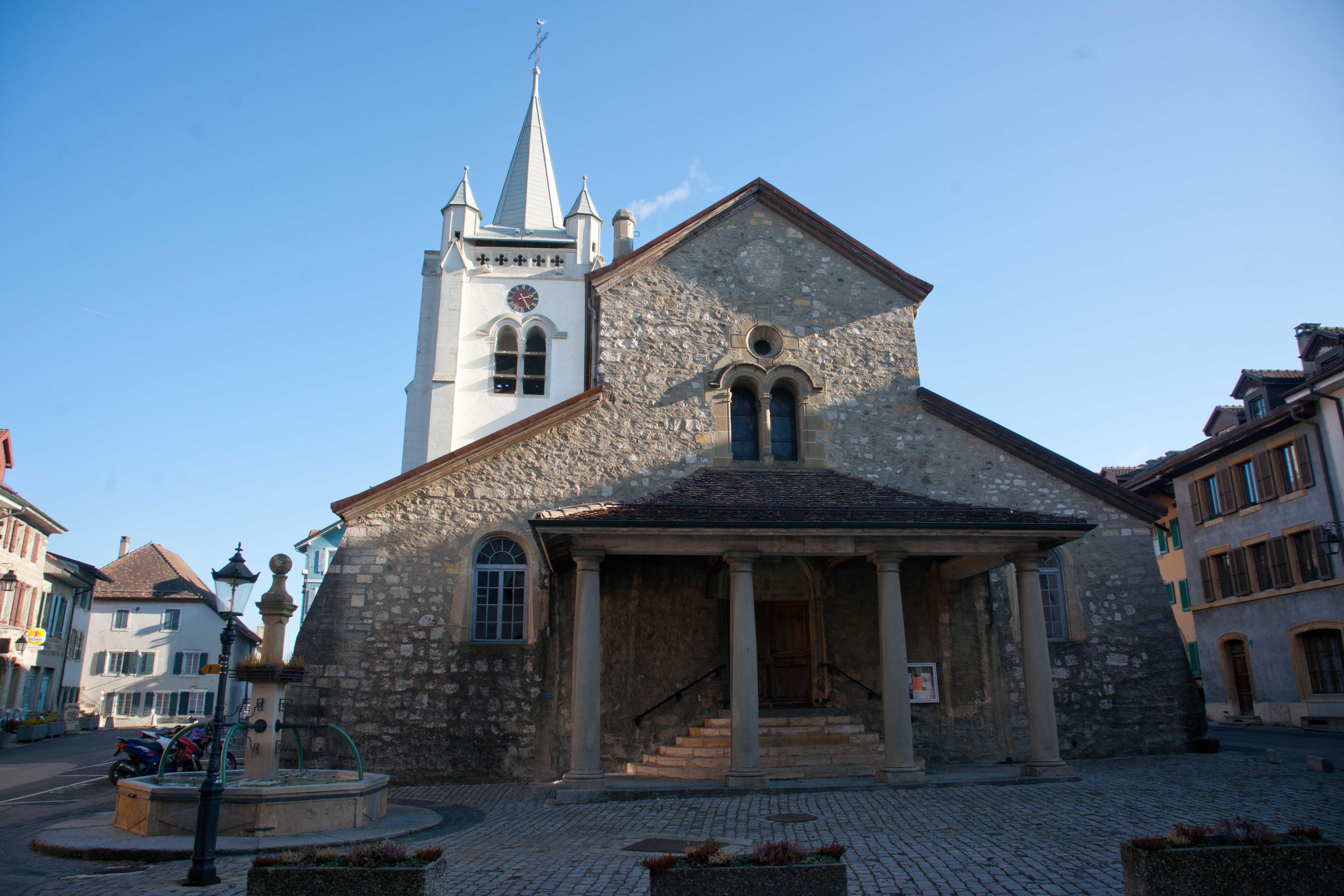
Temple de Cossonay.

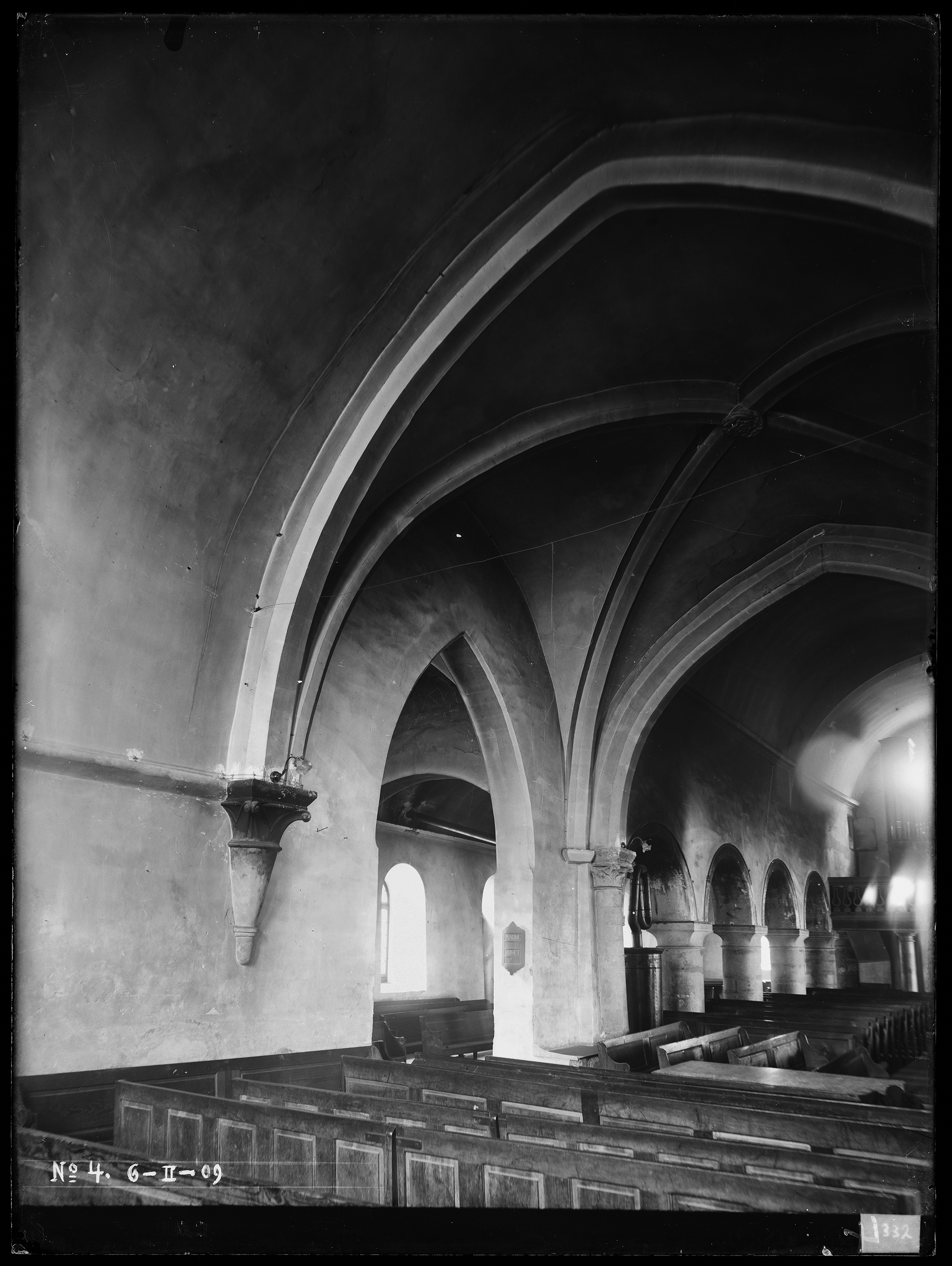
Intérieur de temple
Photo Eugène Würgler.

### Lieux de culte
Cossonay possède une remarquable église d’origine médiévale, aujourd’hui temple protestant.
La chapelle catholique Saint-Pierre et Saint-Paul (chemin du Passoir 5) a été construite en 1964 par les architectes Bruno Schmid et Richard Knecht. Elle accueille les fidèles de Senarclens, Grancy, Dizy, Lussery-Villars et Gollion 46° 36′ 37″ N, 6° 30′ 13″ E.

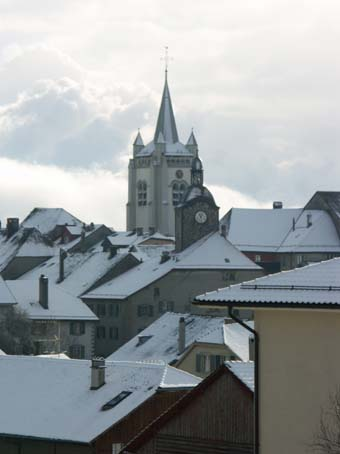
Cossonay sous la neige.

### Prieuré
Le prieuré de Cossonay a été fondé par Humbert Ier à la fin du XIe siècle. À l’introduction de la Réforme protestante, le prieuré est sécularisé et passe finalement aux mains de la famille Delessert. Dès 1803, soit à l’ère cantonale, le site abrite la prison de district. Cette fonction perdure jusqu'en 1970. À la suite d'un incendie, il est converti en habitations.

### Château médiéval
L’ancienne forteresse médiévale, autrefois siège des puissants seigneurs de Cossonay, a aujourd’hui entièrement disparu. Elle se situait à l'angle nord-est de la ville, à côté du prieuré et n’est connue que par des fouilles archéologiques.

### Château Delessert
Ce château classique se trouve à droite en montant les côtes de Cossonay depuis la gare de Cossonay-Penthalaz. Cette maison de maître a appartenu à la famille Delessert, détentrice la seigneurie de Cossonay dès la fin du XVIIe siècle. 

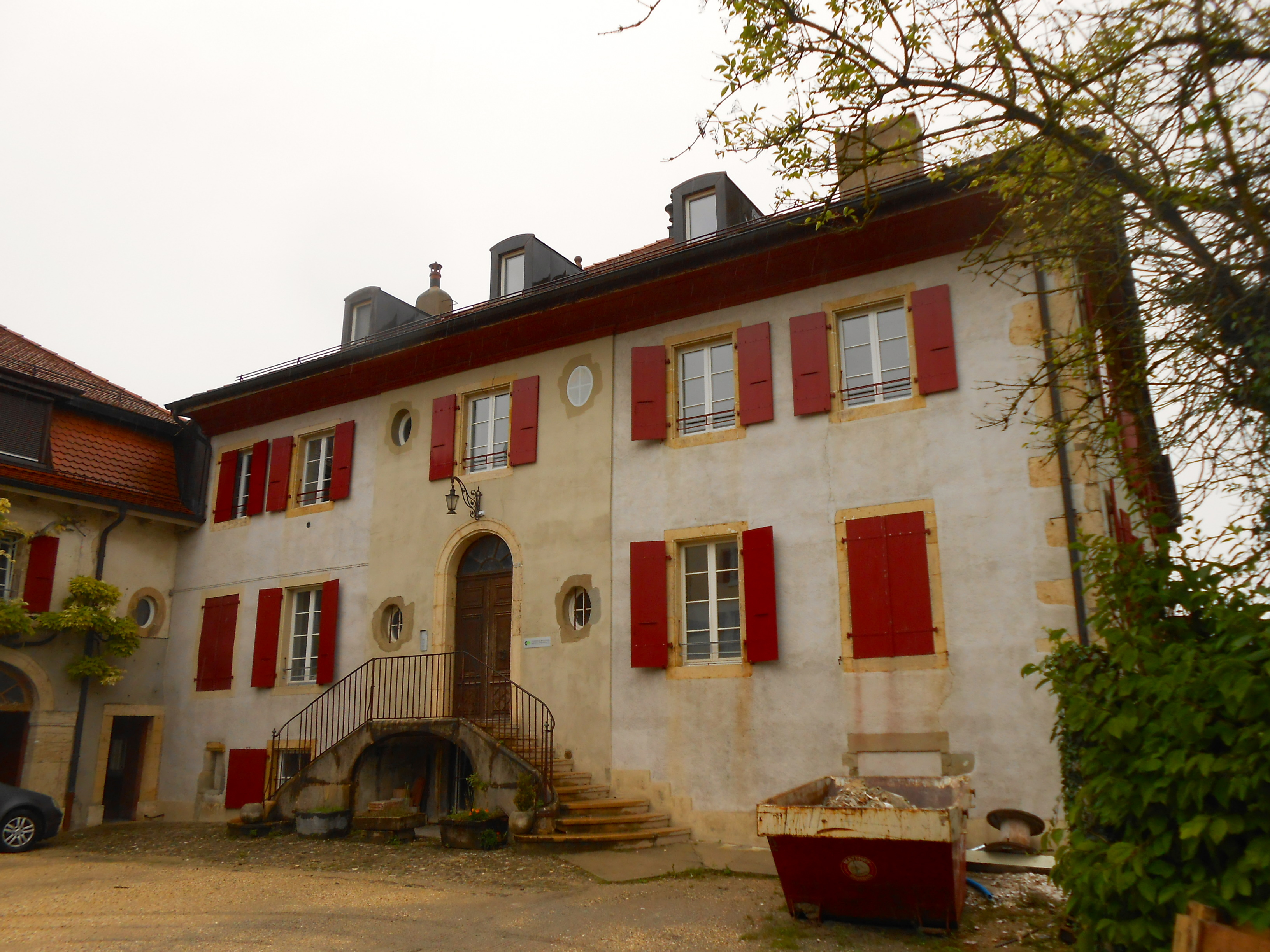
Le « château » de Cossonay.

 En 1693, en effet, Jean-Jacques Delessert achète ici une propriété qui dépendait sans doute anciennement du prieuré (fenêtre gothique de l’aile nord-est). Vers la fin XVIIIe siècle, Benjamin Delessert fait reconstruire l’ensemble dans le style classique, appliquant son monogramme sur les ferronneries du balcon. Le bâtiment annexe, à arcades, est daté 1781.
Lorsque Cossonay était encore un district, le château abritait les locaux administratifs. Aujourd’hui, l’édifice comporte des habitations.

### Auberge du Cerf
L’auberge du Cerf (rue du Temple 10), était l’ancienne maison de ville, celle-ci comportant également, comme cela arrivait fréquemment, un établissement public. Ce bel édifice, construit en 1664-1668 par des maçons neuchâtelois, a été augmenté d’un nouveau corps de logis en 1790. Le bâtiment a conservé au rez-de-chaussée sa structure à arcades en plein cintre sur colonnes à chapiteaux, ainsi que son bel escalier à paliers voûtés d’arêtes.

### Hôtel de ville
L’actuel hôtel de ville (rue du Temple 9) a été bâti en 1826-1831 d’après les plans de l’architecte Jean-Siméon Descombes. Il est implanté sur le site des anciennes halles de Cossonay. Ce sobre édifice néoclassique, au rez-de-chaussée largement ouvert d’arcades, appartient à la typologie très caractéristique des maisons de commune servant également de marché couvert.

### Cure
La cure (chemin du Prieuré 3), bâtiment cossu de 1756-1779, a été construit selon les plans de l’architecte lausannois Gabriel Delagrange.

### Ancien hôpital puis école
L’ancien hôpital, puis école (rue de la Placette 13) était initialement une maison privée, reconstruite vers 1552. L’immeuble subit des transformations en 1793, servant alors d’hôpital. On y établit l’école dès 1835. Ce vaste édifice affiche depuis lors, en toiture, un clocheton d’aspect baroque, bâti en 1785 et provenant de l’ancienne porte de l’hôpital. En 1909, le rez-de-chaussée est transformé en abattoir par l’architecte Francis Isoz. C'est le lieu de naissance du controversé Conseiller Fédéral Marcel Pilet-Golaz.

### Grand-Rue 7
Grand-Rue 7. Cette imposante maison d’habitation a été reconstruite après un incendie en 1742. On y installe le collège en 1793, puis l’édifice est transformé en auberge en 1832-1835, avec réfection de la façade sur rue et construction du majestueux perron.

### Collège
Collège (rue Neuve 1). Cette ancienne maison d’habitation, construite vers 1798, a été transformée en 1873 en collège, selon les plans de l’architecte lausannois Auguste Mauerhoffer.

## Culture

### Théâtre
Le théâtre du Pré-aux-Moines (PAM), situé dans le complexe scolaire et communal du même nom, présente, durant la saison culturelle qui s’étend d’octobre à avril, une quinzaine de spectacles différents. Principalement humour, musique, théâtre, et comédie musicale. La capacité de la salle est de 350 places assises. Durant l'été 2008, le groupe Genesis a fait quelques répétitions dans ce théâtre avant sa tournée mondiale.

### Cinéma
Le cinéma casino de Cossonay projette des films depuis le début des années 1900. Ce petit cinéma de 156 places possède une programmation variée pour accueillir les habitants de la région ainsi que les différents clubs tels que le Ciné-Club Coss, le Ciné-Seniors « Regards 9 » ou encore la Lanterne Magique,.

### Musique
Cossonay possède une école de musique depuis 1976. Celle-ci accueille plus de quatre cents élèves pour des cours de quinze instruments différents. Chaque année, elle organise des auditions, des concerts, des ateliers de musique ainsi que des examens.

### Presse
Cossonay possède son journal, nommé Journal de Cossonay. Fondé en 1896, il est distribué tous les vendredis. Les articles concernent la vie associative, politique, sportive et économique de la région.

### Gastronomie
Le restaurant du Cerf est un restaurant gastronomique se situant à Cossonay. Christine et Carlo Crisci sont aux commandes de ce lieu depuis plus d'une trentaine d'années. Le site possède deux étoiles au guide Michelin.

### Manifestations
Le comptoir de Cossonay, nommé « Expo de Coss », a lieu chaque année, en octobre, et réunit plus de cent exposants.
Du 12 au 16 août 2015, la société de jeunesse de Cossonay a reçu le giron du pied du Jura sous le thème de noël.
Du 19 au 23 juin 2024, la société de jeunesse de Cossonay aidée de 4 membres externes reçoit et organise le Trophée de la Venoge sous le thème des fêtes de l'année.

## Sport
La commune accueille de nombreux clubs de sport tels que le basket, le cricket, le volley, le football, la course à pied, le cyclisme, l'équitation (Allens), la moto, la gymnastique, la pétanque, le tennis et le tir. On y trouve aussi un parcours vita dans les Bois du Sepey.
En 2013, la construction d'une salle polyvalente a commencé. Celle-ci a été inaugurée en mai 2015 mais est déjà utilisée par les écoles et les sociétés locales depuis octobre 2014.

## Éducation
Concernant la petite enfance, on y trouve des garderies, des mamans de jour, ainsi qu'un lieu d'accueil pour les petits de 0 à 5 ans qui a lieu à la Maison Bleue afin qu'ils se rencontrent, accompagnés de leurs parents.
Pour les enfants de la 1re à la 6e (Harmos), des classes sont ouvertes dans plus de dix villages des alentours dont Cossonay. Tous ces établissements sont gérés par un seul secrétariat qui se trouve à Penthalaz et dont le directeur est Pierre Déjardin.
L'école du Pré-aux-Moines à Cossonay accueille les élèves de plus de douze communes de la 7 à la 11e (Harmos). Il y a également quelques classes de 7 et 8e année qui sont scolarisées à Penthalaz avant de terminer leur scolarité à Cossonay. Tous les élèves de la 7 à la 11e (Harmos) sont gérés par le secrétariat de Cossonay qui a pour directeur Jean-François Borgeaud.

## Réserve naturelle
Cossonay a un étang se nommant l'étang du Sépey. Il a été créé en 1954. Sa taille est composée de deux étendues d'eau faisant 2,4 ha réunis. La réserve de cet étang se trouve dans un bois sur la route reliant Cossonay et L'Isle. L'étang du Sépey est un site de reproduction de batraciens d’importance nationale (12 000 individus). Celui-ci contient également plus de cents espèces d'oiseaux différentes, une flore très dense, ainsi que plus de trente espèces de mammifères.

## Transports

### Réseau ferroviaire
La gare de Cossonay-Penthalaz est située dans la commune de Penthalaz sur les lignes ferroviaires reliant Lausanne à Yverdon-les-Bains (Ligne du Pied-du-Jura) et Lausanne à Vallorbe. Le funiculaire de Cossonay, près de la gare, permet ensuite de relier Cossonay.

### Réseau routier
Cossonay est relié au réseau autoroutier avec l'autoroute A1, reliant Lausanne à Yverdon. La sortie 20 dessert Cossonay même ainsi que les villages voisins.
Le village est aussi accessible par la Route principale 9 depuis Lausanne et Vallorbe ainsi que par des routes moins importantes venant de Morges, Aubonne, l'Isle, Lussery-Villars et Dizy.

### Réseau de bus
Le village de Cossonay est desservi par le réseau de bus de Morges (MBC). Deux lignes de cars relient Cossonay à Morges, via Cottens ou via Aclens. Il y a également une ligne qui relie Le Pont à Morges en passant par Cossonay. Une dernière ligne raccorde la gare de Cossonay-Penthalaz à l'Isle et passe à Cossonay.

### Funiculaire
Le funiculaire de Cossonay relie Cossonay-Penthalaz et Cossonay-Ville depuis 1897.